# Piero Toscani
Piero Toscani (28 de julho de 1904 – 23 de maio de 1940) é um boxeador italiano, campeão olímpico.

## Carreira
Toscani conquistou a medalha de ouro nos Jogos Olímpicos de Verão de 1928 em Amsterdã, após derrotar o tchecoslovaco Jan Heřmánek na categoria peso médio e consagrar-se campeão.